# 11010 Artemieva
11010 Artemieva è un asteroide della fascia principale. Scoperto nel 1981, presenta un'orbita caratterizzata da un semiasse maggiore pari a 2,3014214 UA e da un'eccentricità di 0,0429075, inclinata di 6,61084° rispetto all'eclittica.